# Czernysz (obwód smoleński)
Czernysz (ros. Черныш) – wieś (ros. деревня, trb. dieriewnia) w zachodniej Rosji, w osiedlu wiejskim Gusinskoje rejonu krasninskiego w obwodzie smoleńskim.

## Geografia
Miejscowość położona jest nad Bierieziną, 0,5 km od przystanku kolejowego 468 km i 0,6 km od drogi magistralnej M1 «Białoruś», 3 km od centrum administracyjnego osiedla wiejskiego (dieriewnia Gusino), 19 km od centrum administracyjnego rejonu (Krasnyj), 47 km od Smoleńska.
W granicach miejscowości znajduje się ulica Szkolnaja.

## Demografia
W 2010 r. miejscowość liczyła sobie 81 mieszkańców.